# ノンタン
『ノンタン』（Nontan）は、キヨノサチコ作絵の絵本のシリーズ、及び同シリーズの主人公。比較的太めの波打つような描線で描かれた素朴な絵柄が特徴。シリーズ開始当初は大友康匠との共作としていたが、後述の理由により後にキヨノサチコの単独名義になった。2020年12月時点でシリーズ累計発行部数は3360万部を記録している。

## 来歴
元気な猫の男の子ノンタンを主人公とした絵本のシリーズで、1976年に最初の絵本『ノンタンぶらんこのせて』が刊行。その後、絵本はもちろんのこと、CD、テレビアニメ、キャラクター商品などでも人気を博している。
当初、キヨノと大友康匠は偕成社に、白い子ギツネを主人公とした『あかんべきつね』（後の『あかんべノンタン』の原型）を持ち込んだ。その後、編集者からの提案により主人公がネコに、書名も『あかんべどらくん』に変更された。しかし『どらくん』という言葉が子供に発音しづらいということで最終的には『ノンタン』に決定された。なお「ノンタン」とはその編集者の娘の友達のあだ名を戴いたものである。また、初期の原画では一見開きの中で画面が分割されていたが、編集者からのアドバイスにより画面構成を描き直している。
刊行された第1作は『ノンタンぶらんこのせて』であり、『あかんべノンタン』は第3作として出版された。1976年当時の絵本事情から、「あかんべ」といういたずら行為が、絵本を購入する母親から拒絶されることを危惧したためである。

## キャラクター
声は『ノンタンといっしょ』（以下アニメ第1作）、『げんき げんき ノンタン』（以下アニメ第2作）の声優。

### メインキャラクター
ノンタン、タータンを除いたほぼすべてのキャラクターに「必要性を感じなかった」という理由で名前がついていない。
キャラクターの呼び名は、原作絵本版を基準に記載する。アニメ第1作では一部のキャラクターの呼び名が異なる（後述）。
ノンタン
声 - 千秋（アニメ第1作）、齋藤彩夏（アニメ第2作）
主人公の白猫の男の子。やんちゃでわんぱくで元気いっぱいであるが、ちょっぴり気弱なところもある。いたずら大好き、遊ぶの大好きであり、色々なものに興味を持つ。わがままであるが、本当はやさしい友達思いである。宝物は赤い自動車（アニメ第1作ではミニカー）と赤いギター。
屋根に旗のついた家で一人暮らしをしているが、タータンが登場してからはタータンと二人暮らしである。
年齢は作品によって異なり、一定しない。『ノンタンのたんじょうび』では4歳。
アニメ第1作ではいたずら好きな性格が強調されており、悪ふざけがすぎることもあるが、最後はいたずらをやり返されるパターンが多い。ただし、間違いがあればちゃんと謝罪するなど根っからの悪ガキではない。また、時には強がりで負けず嫌いを装う一方で本当は繊細かつ寂しがりやでナイーブな性格が描かれることもある。食いしん坊でもあり、しりとりの森ではあっさりと罠（ご飯もパンも最後に「ん」がつくため）にかかったり、仲間から食べ物を横取りしたり、自分だけおやつを一人占めしたりすることも多い。また、自分のほら話を怖がるなど怖がり・弱虫な性格とて描かれることも多い。
ぶたさん
声 - 長沢直美（アニメ第1作）、くまいもとこ（アニメ第2作）
子豚の男の子でノンタンのライバル。好きな食べ物はりんご。
アニメ第1作では気の強い部分があまり見られず、泣き虫な性格が強調されている。また、食べ物に目がなくりんごの他にケーキなどの食べ物関連のエピソードも多い。ピクニックで大量の弁当を持ってきて「超豪華・ごちゃまぜセット」と称するなど図々しいところもある。他にもやまびこや幽霊を怖がるなど臆病な一面もある。
うさぎさん
声 - 横山智佐（アニメ第1作、アニメ第2作A）、川上未遊（アニメ第2作B）、中島裕美（アニメ第2作C）
ピンク色をした三つ子のウサギ。1人は男の子で2人は女の子だが外見では見分けがつかない。優しくてお茶目で怖がり。
アニメ第1作では片耳が折れているのも含めて全員女の子という設定。声優は3人とも横山だが、それぞれ声質（片耳折れのAがしゃがれ声、Bは高音、Cは低音）を変えて演じており、基本的に高音のBがセリフが多い。一方で、耳折れのAは時折口調が荒っぽくなったり、両生類を平然と素手で触ったり、ノンタンのおばけの話を怖がらずに信じるなど他の2人と比べて好奇心が強い一面も見せることがある。ウサギらしくニンジンが大好物で、生のニンジンをサンドイッチにしてノンタンに食べさせたこともある。
アニメ第2作ではそれぞれ個別の声優が担当しており、横山は耳折れの男の子のみ続投した。
たぬきさん
声 - 高乃麗（アニメ第1作）、小桜エツコ（アニメ第2作）
メンバーの中で一番の泣き虫で、いつもは非常に明るいタヌキの男の子。空や海を眺めるのが好き。歌は好きだが、かなり音痴。
アニメ第1作では泣き虫な性格はあまり見られず、おっちょこちょいで気の強い性格が強調されている。ノンタンに対してツッコミする場面も多い。また、いつも手持ち用の青いマイクロフォンを持っている。
くまさん
声 - 森田千明（アニメ第1作）、瀧本富士子（アニメ第2作）
みんなが困ったときに助けてくれるリーダー的存在だが、普段は非常におとなしい。一番の力持ち。本と昼寝と魚が好き。
アニメ第1作ではのんびりとした性格が強調されており、読書と昼寝をするシーンがかなり多い。また、メンバーの中で料理がうまい。豆を箸で掴んだりテレビカメラで撮影するなど器用な一面もある。他にも魔法使いに魔法を使わせるようアドバイスしたり、シーソーに乗る人数を考えたり、逃げる水たまりを止める方法を考えるなどアイデアを閃かせることも多い。
タータン
声 - 鈴木まひる（アニメ第2作）
ノンタンの妹で青いリボンがトレードマーク。いたずらとおにいちゃんが大好き。小さいせいかひげが短く、右は3本、左は2本しか生えていない。2001年出版の『ノンタンいもうといいな』で初登場。名前はキヨノの息子が姉を呼んでいたあだ名に由来する。実際と絵本とで上下関係が逆になっているのは、絵本を描くときに、キヨノが息子の方が年上と勘違いしていたため。
絵本の中では説明されていないが実は耳が聞こえない。
アニメ第1作では未登場だが、アニメ第2作では登場している。
はちさん
ノンタンたちのそばを見守るように飛び回るハチ。言葉を喋ることはないが、意思の疎通はできる模様。
くま先生
声 - 西尾徳（アニメ第1作）
クマの医者。ノンタンたちが病気やけがをした時いつも治療してくれる優しい先生。
原作では出番は少ないが、アニメ第1作では出番が増えている。「おべんきょうシリーズ」ではノンタンたちにひらがなや英語を教えるを教えるなど教師のような立ち位置で登場することがある。
なお、絵本には登場していないが、ノンタンの父・母・祖母・祖父も設定としては存在しており、絵本にも登場させる構想があった。

### サブキャラクター
ナレーション
声 - 平野文（アニメ第1作）
アニメ第1作のみ登場。優し気な女性口調で話す。基本的にノンタンたちの状況や出来事について話すことが多いが、たまにノンタンたちと会話することがある。
おひさま
赤い太陽。ぽかぽかいい天気に現れる。年齢はノンタンたちから見ると大人。優しくていつもノンタンたちを見守っている。ノンタンにいたずらされることもあるが、反撃することもある。
おつきさま
三日月。夜の空に現れる。ノンタンたちと遊んだこともあるが、寝ぼけたノンタンにバナナと間違われて噛み付かれた時は痛がっていた。
小鳥さん
赤い小さな小鳥。ノンタンたちと仲良し。基本的に話さない。
アニメ第1作では青い小鳥の「ピーちゃん」が登場。こちらは話すことができ、そのせいでノンタンの友達にケーキの存在をバラシてしまう。
ゾウさん
力持ちのゾウ。現実のゾウと同じく四足歩行。
魚さん
巨大な紫色の魚。ピラニアのようなギザギザの歯が生えている。子亀のお母さんを探していたノンタンたちを食べようとするも、お母さん亀の甲羅に噛みついてしまい歯が欠けてしまった。
アニメ第1作では海底かくれんぼをしていたタヌキくんが寝ている間に口の中に隠れていることに気づかず起き出して泳いでいた。
石
大きな石。道の真ん中で寝ており、ノンタンたちを通せんぼしていたが怖い話が苦手。
雲さん
白い雲。雨を降らしたり、風や雷を起こしたり、変色したりする。大きい物や小さい物もいる。
アニメ第1作では綿あめと間違われたり、食べ過ぎて落ちたり、体にロケットが刺さったり、水たまりになってノンタンに追い回されたりなど不憫な扱いが多い。
山さん
大きな山。生えている大量の木が髪になっている。
海
なんでも食べる食いしん坊の海。ノンタンたちの持ってきた食べ物を次々と食べるも最終的にはゴミを調子に乗ったノンタンたちごと飲み込んだ。
カバ
ノンタンたちの遊び場をゴルフ場にして金儲けを目論ろんでいたカバ。しかし、ノンタンたちの襲撃によって逃げ出す。
ほめほめおじさん
相手を褒めるお世辞上手なおじさん。最初はノンタン達も騙されていたが、最終的にはうさぎさんも騙されている。

### OVAシリーズのキャラクター
「すうじのくに」のキャラクター
魔法使い
声 - 斉藤昌
「すうじのくに」の悪役。「すうじのくに」を支配しようとしていた魔法使い。ブタくんの願いを叶える約束を破るなど卑怯でずる賢い性格。一方でノンタンたちに「魔法が使えない」と言われて自ら魔法を使うなど乗せられやすい一面もある。最後には風船に変身するもノンタンたちによって空の彼方へ飛ばされてしまった。
弟子
声 - 北村弘一（A）、星野充昭（B）、伊井篤史（C）
魔法使いの弟子でそれぞれ、Aがカラス、Bがカエル、Cがナメクジである。ノンタンたちを妨害するもすべて答えられ元の動物の姿に戻ってしまう。
Aは門を開ける箱と鍵の大きさを比べる、Bはケーキとフォークの数、Cはたくさんの果物を拾った者に願いを叶えさせるという物。
すうじのくにの王様とお妃様
声 - 北村弘一、平野文
「すうじのくに」の王様とお妃様でセイウチの姿をしている。魔法使いを退治したノンタンたちにご褒美を与えた。
「ひらがなのひろば」のキャラクター。
ドア
声 - 谷育子
言葉を話すドア。それぞれピンク・青・黄・白がおり、それぞれ季節にあった世界に続いている。

### アニメ版オリジナルキャラクター
りすくん
テレビアニメ『ノンタンといっしょ』のエピソード「いたずらりすくん」で登場。タイトル通り悪戯好きの模様。父と母と姉と赤ん坊の弟がいる。くまくんの家に突然現れ、くまくんが作った焼き立てパンを家族に食べせるためにパンを笑顔で盗んだが、くまくんにすぐにばれ、ノンタンの家に逃げ込み、ノンタンの家に置いてあった鞄の中に隠れたが、その鞄はノンタンがたぬきくんから借りた鞄でノンタンがたぬきくんに鞄を返し、たぬきくんが家に着いたら、隙を見て逃げ出そうとしたが、今度はうさぎさんが「たぬきくんの鞄を借りたい」と言い出し、逃げる機会を失い、仕方なく再び鞄の中に隠れる羽目になってしまう。そして、鞄がうさぎさんに渡った際にうさぎさんがぶたくんに林檎を届けるために大量の林檎を入れられた際は、林檎に潰される不幸な目に遭った。そして、鞄がぶたくんに渡った際は林檎と共に危うくぶたくんの手に掴まれそうになったが、なんとか事無きを得る。しかし、その直後にぶたくんがうさぎさんからもらった林檎をくまくんにお裾分けするためにくまくん家に鞄ごと林檎を届けてしまい、りすくんはくまくん家に逆戻りしてしまう。そして、くまくんが鞄の中の林檎を取ろうとした際は慌てて逃げ出そうとしたが、りすくんの尻尾を林檎と誤解されて掴まれてしまい、りすくんは盗んだパンを手放したくない一心で咄嗟にパンを掴み、頭の中で食料が無くて悲しむ家族と泣き出す自分を想像した。そしてついにくまくんに見つかり、盗んだパンを取り返されると思われたが、くまくんはりすくんを許し、りすくんはそのことに喜び、くまくんに頭を下げて笑顔で帰っていった。しかし、そのパンはうさぎさんがぶたくんに林檎を届ける際に大量の林檎を鞄の中に入れられたために結構くしゃくしゃになっていたが、りすくんは気にしなかった。

## 絵本
偕成社から、『ノンタンぶらんこのせて』『ノンタンおやすみなさい』を皮切りに、数十冊が刊行されている。
1976年8月に刊行された『ノンタンぶらんこのせて － ノンタンあそぼうよ (1)』から1982年9月刊行の『ノンタンボールまてまてまて － ノンタンあそぼうよ (10)』までは作者は「おおともやすおみ」のみだったが、後に「おおともやすおみ」と「おおともさちこ」の連名となっている。以降の作品に関しては作者はキヨノサチコのみとなっている。
現在出版社から入手することのできる下記の作品は、すべて「作･絵：キヨノサチコ」と表記されている。

### 赤ちゃん版・ノンタン
17cm×16cm、0, 1歳から、1987年8月 - 1989年12月発売
1. ノンタン にんにん にこにこ
2. ノンタン もぐ もぐ もぐ
3. ノンタン おしっこ しーしー
4. ノンタン あそびましょ
5. ノンタン いない いなーい
6. ノンタン じどうしゃ ぶっぶー
7. ノンタン おはよう
8. ノンタン はみがき はーみー
9. ノンタン はっくしょん！

### ノンタンあそぼうよ
19cm x 16cm、3, 4歳から、1976年8月 - 2016年9月発売
1. ノンタン ぶらんこのせて
2. ノンタン おやすみなさい
3. あかんべ ノンタン
4. ノンタン およぐのだいすき
5. ノンタン ほわほわほわわ
6. ノンタン おねしょでしょん
7. ノンタン！ サンタクロースだよ
8. ノンタン あわ ぷくぷく ぷぷぷう
9. ノンタンの たんじょうび
10. ノンタン ボール まて まて まて
11. ノンタン ぱっぱら ぱなし
12. ノンタン こちょ こちょ こちょ
13. ノンタン バースデイブック
14. ノンタン おばけむらめいろ
15. ノンタン しゃっくり ひっくひく
16. ノンタン いもうといいな
17. ノンタン いたいのとんでけ〜☆
18. ノンタン ふわふわタータン
19. ノンタン でかでかありがとう
20. ノンタン おたのしみブック
21. ノンタン スプーンたんたんたん
22. ノンタン ピクニックららら

### その他
22cm×18cm、3, 4歳から
- ノンタン がんばるもん（1998年6月発売）
- ノンタン テッテケむしむし（1997年7月発売）

### ノンタン　ボードブック
13cm×14cm、3, 4歳から、2004年9月発売
- ノンタン あいうえお
- ノンタン 1・2・3
- ノンタン A・B・C

### その他
- さわる絵本 - てんじつきさわるえほん ノンタンじどうしゃ ぶっぶー　（19cm×17cm、2歳から、2013年2月発売）
- 新装版 ノンタンかるた
- ノンタン・タータンあそび図鑑

### 売上記録
1. ノンタンぶらんこのせて - 215万部
2. ノンタンおやすみなさい - 200万部
3. ノンタン!サンタクロースだよ - 193万部
4. ノンタンおねしょでしょん - 176万部
5. ノンタンおよぐのだいすき - 176万部
6. ノンタンのたんじょうび - 157万部
7. あかんべノンタン - 156万部
8. ノンタンあわぷくぷくぷぷぷう - 150万部
9. ノンタンボールまてまてまて - 136万部
10. ノンタンほわほわほわわ - 132万部

トーハン『ミリオンブック』2008年度版。2007年9月までの累計。

### CD
日本コロムビアから、絵本の読み聞かせCDのシリーズ「おはなしノンタン」が発売されている。主題歌とナレーションを担当したのは榊原郁恵。

## 絵事典
1984年に求龍堂から関連書籍として、『おみちゃん さっちゃんの こども え じてん』（作・絵：おおとも やすおみ・さちこ、文：しおの よねまつ（塩野米松））が出版されている。
これは、様々な単語の意味や著名な童話作品のあらすじを、平易なかな文字の文章と、絵本版『ノンタン』に登場するキャラクターをモデルにしたイラストで説明するという、子ども向けの百科事典である。前述のように『ノンタン』のキャラクターが登場するものの、メインキャラクターとなっているのは、白うさぎの「おみちゃん」（男の子）と「さっちゃん」（女の子）である。また、その他のキャラクターに関しても、絵本版『ノンタン』とは異なった設定が見られる。以下にその例を記述する。
- 「おみちゃん」「さっちゃん」を筆頭に、絵本版『ノンタン』には登場しないキャラクターが散見される。例として、「わにさん」（時に「わにくん」）、「こんちゃん」（キツネ）、「ももちゃん」（ノンタンの耳にリボンをつけたようなキャラクター）など。
- 絵本版『ノンタン』における「ぶたさん」の呼び名が、この事典では「ぶたくん」「ぶたさん」と一定しない（「ぶたさん」については後述）。また、絵本版「たぬきさん」が「たぬきのぽんたくん」と呼ばれている部分が一箇所あったり、「くまさん」が「くまのぼうや」と呼ばれている箇所があるなど一定していない（いずれも外見的な相違はない）。また、「おみちゃん・さっちゃん」がまとめて「うさぎさん」と呼ばれている箇所もいくつか存在するが、事典中に絵本版「うさぎさん」3人も別キャラクターとして描かれており、両者は別人格であると考えられる。
- キャラクターの性別・年齢が絵本版『ノンタン』と一致しない。特に「ぶたさん」は前述のように呼称が一定しないばかりか、時には女の子として描かれており、化粧をしたり、スカートを履いたりしている描写がある。また、キャラクターが大人として描かれている場合もあり、「およめさん」の項目で、「ぶたくん」が「ぶたこさん」と結婚していたり、「よっぱらい」の項目で、「くまさん」と「ぶたさん」が飲酒して酔っ払っている描写がされていたりする。

## 裁判
キヨノと大友康匠（離婚した元夫）は、双方が持つ著作権の認識のズレから「ノンタン絵本裁判」となる（大友は裁判中に死去）。裁判の結果「実質的な著作者はキヨノであり、大友は補助的作業をしたに過ぎない」との判断が下された。大友の訴訟承継人は控訴したが、棄却された。

## アニメ

### 第1作
『ノンタンといっしょ』のタイトルで1992年から1994年までフジテレビの子供番組『ウゴウゴルーガ』にて放送されていたコーナードラマ。全265話が制作されており、そのうち2話分は未放送である。主題歌とノンタン役の声優は千秋が担当した。ナレーションは平野文。
アニメーション制作を担当したスタジオぴえろのホームページによると、本作は「ミュージカル風アニメーション」として企画され、コミカルな効果音や音楽が効果的に使われている。中には1話まるごとミュージッククリップ（総集編ではなく新規のもの）のような回もある。
また、幼児向けにも関わらず、「ごるふじょう」など社会派なエピソードも存在する。
OVA『ノンタンといっしょ おべんきょうシリーズ（新おべんきょうシリーズ）』も製作。

#### 声の出演
- ノンタン（声：千秋）
- ブタくん（声：長沢直美）
- タヌキくん（声：高乃麗）
- うさぎさん（声：横山智佐）
- くまくん（声：森田千明）
- ナレーション（声：平野文）

#### スタッフ
- 原作 - キヨノサチコ
- 監督 - 小林治
- シリーズ構成 - 寺田憲史
- キャラクターデザイン - 二宮常雄
- 美術設定・美術監督 - 池田祐二
- 美術 - スタジオワイエス
- 撮影監督 - 沖野雅英
- 撮影 - ティ・ニシムラ
- 編集 - ジェイ・フィルム
- 音響監督 - 壷井正
- 音楽 - 本間勇輔
- プロデューサー - 桜井郁子、木村京太郎、本間道幸
- 制作 - フジテレビ・スタジオぴえろ・読売広告社

#### 主題歌
オープニングテーマ「ノンタンといっしょ Dancing! びびでな・すてっぷ」
作詞 - 秋元康 / 作曲・編曲 - 本間勇輔 / 歌 - 千秋
- 映像は前期では2Dだったが後期では3Dになっている。

エンディングテーマ「フィナーレほど素敵なものはない」
作詞 - 秋元康 / 作曲・編曲 - 本間勇輔 / 歌 - 千秋
ビデオ版エンディング「もしも空から」
作詞 - 浦沢義雄 / 作曲・編曲 - 本間勇輔 / 歌 - 千秋 / セリフ - 長沢直美、高乃麗、横山智佐、森田千明
- 歌詞は「もし、雨ではなく何か別のものがふってきたら」というもので、非常にシュールな内容になっている。

#### アイキャッチ
VHS版では順番は特に決まっていなくランダムで使用されている。
ノンタン1
カタツムリがノンタンの尻尾を覗いているとノンタンが「びびでな・ばびでな！」と叫びながら顔を出すので驚く。VHS版では最初の話に使われることが多い。
ノンタン2
ノンタンが原っぱでカタツムリと追いかけっこをしている。
ノンタン3
ノンタンが新体操のリボンを回していると調子に乗りすぎて自分の体にからまってしまう。
ノンタンと仲間たち
ノンタンと仲間たちが雲の上で楽しそうにはしゃいでいる。
くまくん
くまくんが寝そべって本を読んでいると視聴者に向かって満面の笑みを見せる。
うさぎさん
1匹が「ぴょんぴょーん」と跳んでいき、残りの2匹が「ぴょんぴょーん、ばいばーい」と言いながら跳び去っていく。、
ブタくん
ブタくんが「りんごは美味しいなぁ」とりんごにかぶりついていると「君も食べる？」と食べかけのりんごを差し出す。
タヌキくん
タヌキくんが「たんたんたぬきの金メダルー」と歌っている最中に鐘が鳴り涙目になる。
宇宙人
惑星で赤い宇宙人が奇妙なダンスをする。また、このアイキャッチのみノンタンと仲間たちは一切登場しない。
おやすみなさい
ベッドに入ったノンタンが眠りにつく。VHS版では最後の話に使われることが多く、いわゆる締めのアイキャッチである。
ノンタン4
ノンタンが滑り込んで「びびでな・ばびでな」と言うとしゃくとり虫がうなずく。他のアイキャッチと比べて使用頻度は少ない。
スロット
スロットを回すと揃ったキャラクターが出てくる。放送版のみ使用。

### 第2作
『げんき げんき ノンタン』のタイトルで2002年11月4日からキッズステーションで放送された3DCGアニメ。一部の地上波テレビ局でも放送されたことがある。最終話の放送が終了しても、時々新作を挟みながら、再び1話に戻って再放送を繰り返し2012年4月4日まで放送されていた。原則として毎週月曜日〜金曜日の放送だったが（2005年4月4日から2006年4月3日は毎週月曜日のみの放送）、放送時期により放送時間は幾度か変動している。1日に同じエピソードを2回放送したり、1日に2話放送した時期もある。主題歌とノンタン役の声優は齋藤彩夏が担当。キッズステーションでの放送終了後も、新作エピソードを収録したOVAが発売されている。
2015年4月6日から、キッズステーションでデジタルリマスターHD版の放送を開始した（新番組扱いだが、事実上の放送再開といえる）。

#### 声の出演（第2作）
- ノンタン（声：齋藤彩夏）
- うさぎさんA（声：横山智佐）
- うさぎさんB（声：川上未遊）
- うさぎさんC（声：中島裕美）
- ぶたさん（声：くまいもとこ）
- たぬきさん（声：小桜エツ子）
- くまさん（声：瀧本富士子）
- タータン（声：鈴木まひる）

#### スタッフ（第2作）
- 原作 - キヨノサチコ
- 監督 - 香川豊
- 音楽 - 佐橋俊彦
- 音響監督 - 藤山房伸
- 製作 - 伊藤忠商事、ポリゴン・ピクチュアズ、コロムビアミュージックエンタテインメント

#### 主題歌（第2作）
オープニングテーマ「げんき げんき ノンタン」
作詞 - キヨノサチコ / 作曲・編曲 - 佐橋俊彦 / 歌 - 齋藤彩夏
エンディングテーマ「げんき げんき ノンタン」（インストゥルメンタル）
作曲・編曲 - 佐橋俊彦

#### 各話リスト（第2作）
ここでは、キッズステーションで放送された際の話数を掲載する。第1話から第15話に関しては再放送時に話数が振り当てられたため、話数と初回放送日の順序が一致しない。
| 話数   | おはなし・サブタイトル              | やってみよう・サブタイトル | 放送日         |
| ------ | ----------------------------------- | -------------------------- | -------------- |
| 第1話  | まいごは だあ〜れ?                  | しりとりあそび             | 2002年 11月5日 |
| 第2話  | まねっこ タータン                   | えかきうた                 | 11月26日       |
| 第3話  | あかいはっぱ きいろいはっぱ         | 7つのイガグリ              | 11月8日        |
| 第4話  | じてんしゃ びゅんびゅん             | タイヤ                     | 11月11日       |
| 第5話  | まほうの カラーボード               | いろいろないろ             | 11月29日       |
| 第6話  | だいすき ABC                        | すきなたべものなあに?      | 11月14日       |
| 第7話  | シャカシャカ かきごおり             | なんのおと?                | 12月3日        |
| 第8話  | げんき げんき                       | いまなんじ?                | 12月4日        |
| 第9話  | のこしちゃ ダメダメ                 | ことばあそび               | 11月4日        |
| 第10話 | たんぽぽ とんだ                     | たんぽぽ                   | 11月7日        |
| 第11話 | コロコロことば いえるかな?          | コロコロことば             | 11月6日        |
| 第12話 | なかよく クッキー                   | どんなかたち?              | 11月19日       |
| 第13話 | あっぷっぷ すもう                   | すきなたべものなあに?      | 11月13日       |
| 第14話 | ゆきあそび                          | おおきいのはどっち?        | 11月12日       |
| 第15話 | とべとべ てんまでとどけ             | かぞえかた                 | 11月15日       |
| 第16話 | はっぱっぱカルタ だれのこえ?        | えいごで なきごえ          | 2004年 4月20日 |
| 第17話 | もう いいかい?                      | かくれんぼ                 | 4月21日        |
| 第18話 | いつも いっしょにね                 | たしざん ひきざん          | 4月22日        |
| 第19話 | ひらがなボール わかるかな?          | はやくちことば             | 4月23日        |
| 第20話 | ノンタンの たからもの               | はちさん えかきうた        | 4月26日        |
| 第21話 | はみがき しゅこしゅこ               | いろいろなあじ             | 4月27日        |
| 第22話 | とびだせ! イングリッシュ            | えいごで あいさつ          | 4月28日        |
| 第23話 | おふろで ちゃぷちゃぷ               | 123 ひいふうみい           | 4月29日        |
| 第24話 | おおきくなったら                    | ちょうちょう               | 4月30日        |
| 第25話 | キラキラシャンシャン おやすみなさい | おやすみノンタン           | 5月3日         |
| 第26話 | がんばるもん                        | なんでもがんばるもん       | 2006年 10月2日 |
| 第27話 | てんてんくんとまんまるちゃん        | ちっちゃな や ゆ よ        | 10月3日        |
| 第28話 | およぐのだいすき                    | うみのいきもの             | 10月4日        |
| 第29話 | ド・レ・ミであそぼ                  | おとあそび                 | 10月5日        |
| 第30話 | ノンタンのたんじょうび              | クッキーのつくりかた       | 10月6日        |
| 第31話 | いたいのとんでけ〜☆                 | いろんなのりもの           | 10月9日        |
| 第32話 | えいごで1・2・3                     | えいごではんたいことば     | 10月10日       |
| 第33話 | ボールまてまてまて                  | いろんなボール             | 10月11日       |
| 第34話 | ぱっぱらぱなし おかたづけ           | かみひこうき               | 10月12日       |
| 第35話 | じゅんばん じゅんばん               | ぶらんこのせて             | 10月13日       |

特別エピソード
- うたおう!クリスマス（2004年12月24日放送）

#### 地上波テレビでの放送（第2作）
- 2004年12月26日から2005年3月に関西テレビで毎週日曜日の6:45〜7:00(JST)に放送。
- 2012年1月7日から2012年5月5日にTOKYO MXで毎週土曜日の18:15〜18:30(JST)に放送。その後2度にわたり再放送を行い2013年1月26日まで放送した。TOKYO MXでの放送では、「おはなし」パート2話分を1度に放送し、「やってみよう」パートは削除されている。放送の順序もキッズステーションでの放送とは異なる。

#### DVD（第2作）
- げんきげんきノンタン まいごはだあ〜れ?（2003年2月21日発売）
- げんきげんきノンタン だいすきABC（2003年2月21日発売）
- げんきげんきノンタン コロコロことば いえるかな?（2003年2月21日発売）
- げんきげんきノンタン はみがき しゅこしゅこ（2004年3月17日発売）
- げんきげんきノンタン はっぱっぱカルタ だれのこえ?（2004年3月17日発売）
- げんきげんきノンタン うたおう!クリスマス（2004年11月3日発売）
- げんきげんきノンタン いたいのとんでけ〜☆（2006年6月21日発売）
- げんきげんきノンタン がんばるもん（2006年6月21日発売）
- げんきげんきノンタン でかでか ありがとう（2009年2月4日発売）
- げんきげんきノンタン スプーン たんたんたん（2013年4月24日発売）
- げんきげんきノンタン おばけむらめいろ（2015年6月3日発売）

## ゲーム
コンピュータゲーム化されたタイトルを挙げる。
- ノンタンといっしょ くるくるパズル（ゲームボーイ、スーパーファミコン）1994年4月28(GB)/11月25日(SFC） ゲームフリーク製作
- ノンタンといっしょ のはらであそぼ（3DO）1994年6月11日 ビクターエンタテインメント製作
- ノンタンといっしょ ほしのおくりもの（3DO）1995年5月19日 ビクターエンタテインメント製作
- ノンタンといっしょ わいわいにっぽん（キッズコンピュータ・ピコ）1995年 イマジニア製作 ※育脳塾用ソフト
- ノンタンといっしょ アニメスタンプ（ピクノ）

声の出演（3DO用ソフトのみ）アニメと同じ声優が担当。
ノンタン（声：千秋）

## ミュージカル
『ノンタン みんなであそぼう!』が、劇団飛行船により、2010年以前から公演を重ねている。
『ノンタンのハッピーコンサート「ノンタンのわくわくピクニック」』が、吉本興業の企画・制作で、2023年5月に初演が行われ、以降も公演を重ねている。脚本と演出は、NON STYLEの石田明が、平仮名表記の「いしだあきら」で手掛けた。

## 受賞歴
- 2003年2月に発売した『げんき げんき ノンタン』の第1弾ビデオ・DVDは、2004年3月までに約8万5000本（3タイトル計）を売り上げ、コロムビアのゴールデンディスク賞を受賞した[16]。

## キャラクター商品
『ノンタンといっしょ』放送当時など、一時的にキャラクター商品が発売されていたことがある。
その後、2000年3月に伊藤忠商事が『ノンタン』と『トムトム☆ブー』シリーズの登場キャラクターを「ママノンタンワールドシリーズ」として、キャラクター商品の展開を行うことになった。「ママノンタン」とは作者のキヨノサチコの愛称である。
それ以後、ぬいぐるみ・文房具・食器・バッグなど様々なグッズが発売されていて、人気キャラクターになっている。